# Миронов, Степан Ильич
Степа́н Ильи́ч Миро́нов (29 июля [10 августа] 1883, Порошино, Вятская губерния — 30 марта 1959, Москва) — русский и советский учёный в области геологии нефти. Действительный член Академии наук СССР (1946). Сторонник теории органического происхождения нефти.

## Биография
Родился 29 июля (10 августа) 1894 в селе Порошино (ныне — в составе Первомайского района Кирова) Вятской губернии в крестьянской семье. Вначале учился в сельской школе, затем получил среднее образование в Вятском реальном училище, по окончании которого в 1902 году поступил в Санкт-Петербургский горный институт. За участие в революционном студенческом движении дважды исключался, поэтому окончил институт лишь в 1914 году, по первому разряду, получив диплом горного инженера. В 1917 году научным советом Геологического комитета избран адъюнкт-геологом, а в 1921 году – старшим геологом. С 1918 года — действительный член Минералогического общества.
Являясь штатным сотрудником Геолкома, в 1918—1920 годах занимался национализацией нефтяной промышленности в качестве помощника И. М. Губкина. В 1925—1926 гг. являлся консультантом Главконцесскома (Главного комитета по делам о концессиях и акционерных обществах). В 1926—1932 годах — ассистент, а затем профессор Ленинградского горного института; в 1933—1934 годах — профессор Московского нефтяного института. В 1929 году назначен руководителем нефтяного сектора при отделе прикладной геологии Геологического комитета, после реорганизации которого в том же году стал директором Нефтяного геологоразведочного института, созданного на базе сектора. С 1931 по 1938 год был заместителем директора, затем консультантом (до 1946 года), а в 1946—1947 гг. — заведующим отделом НГРИ. За большой вклад в изучение и развитие нефтяной геологии и постановку геологического обслуживания нефтяной промышленности 30 ноября 1946 года избран сразу действительным членом Академии наук СССР (по Отделению геолого-географических наук). 

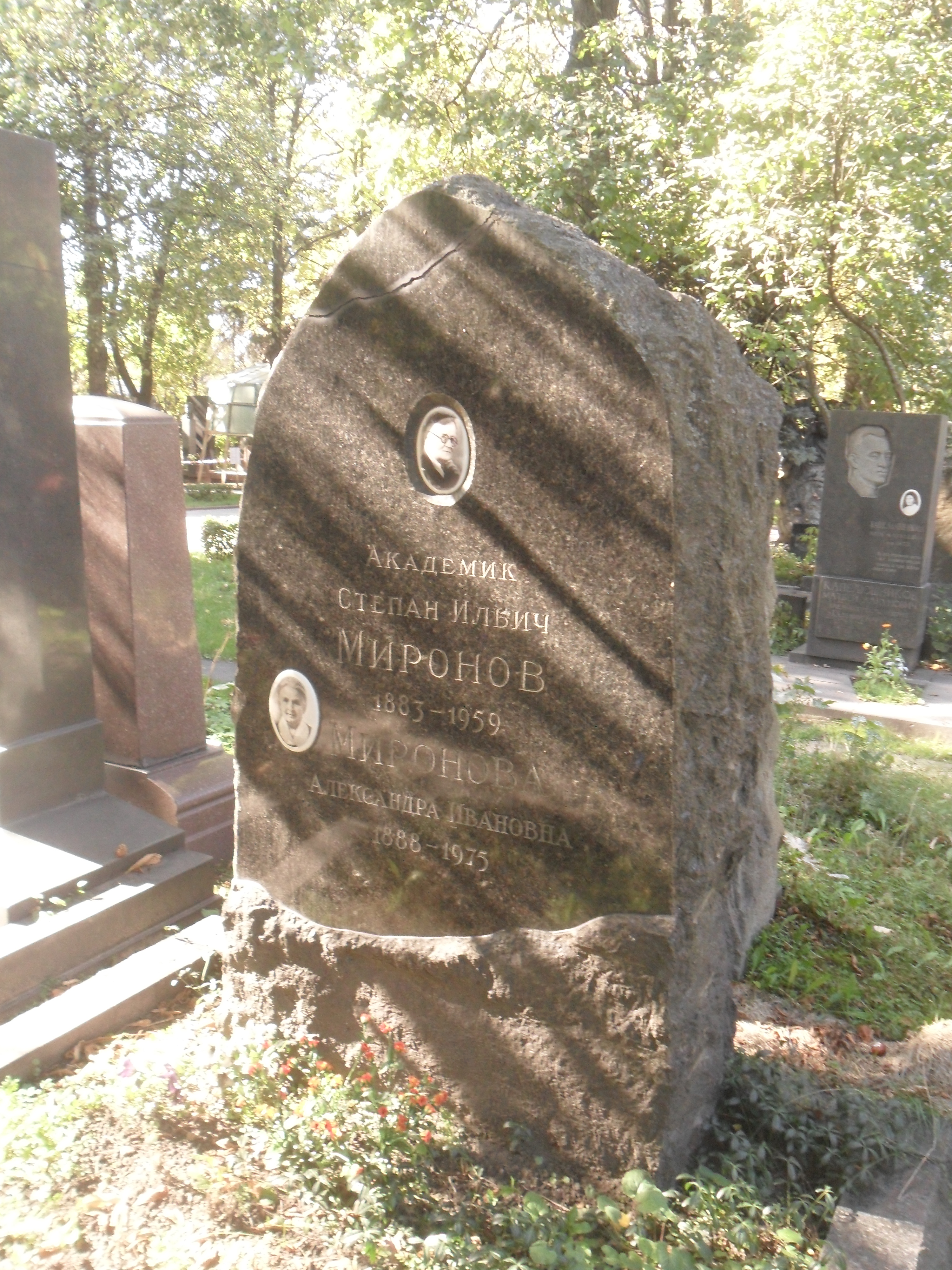
Могила на

С августа 1947 до 1950 года — директор Сахалинской научно-исследовательской базы АН СССР, затем председатель Сахалинского филиала АН СССР в Южно-Сахалинске, член Бюро Отделения геолого-географических наук АН СССР, член редколлегии журнала «Известия АН СССР. Серия геологическая». С 1950 по 1958 год был заведующим лаборатории генезиса нефти в Государственном исследовательском нефтяном институте (ГИНИ), затем возглавил аналогичную лабораторию в организованном на базе ГИНИ в 1958 году Институте геологии и разработки горючих ископаемых АН СССР (ИГиРГИ) в Москве.
Скончался 30 марта 1959 года в Москве. Похоронен на Новодевичьем кладбище (5-й участок 33-й ряд).

## Научная деятельность
Автор и редактор более 80 публикаций в научных журналах. По специальности начал работать ещё в студенческие годы: в 1908—1910 гг. участвовал в Сахалинской экспедиции в отряде П. И. Полевого, а в 1913 году занимался изучением нефтяных месторождений Эмбенской области в Геологическом комитете (Геолком) под руководством Н. Н. Тихоновича. В 1915 году опубликовал первую свою работу «Уральский нефтяной район» (в соавторстве с Тихановичем). В 1918—1920 годах изучал геологическое строение Вятской губернии. Как консультант треста «Эмбанефть» применял новые методы изучения нефтяных месторождений: ввёл тахеометрическую съёмку для изучения месторождений в равнинных районах и их картирование с помощью буровых скважин, начал использовать гравиметрическую съёмку. Исследовал месторождения соли и гипса Урала и Казахстана, о которых писал в ряде статей в 1919—1924 гг. В 1925—1927 годах Миронов изучал Нутовское, Чайвинское и Боатсинское нефтяные месторождения на восточном побережье Сахалина.
Один из первых геологов-нефтяников, оценивших практическую значимость микропалеонтологических исследований для геолого-поисковых и геологоразведочных работ на нефть. Уделял особое внимание разработке метода корреляции разрезов нефтяных районов по микрофауне. Для развития микропалеонтологического метода в Нефтяном институте в 1930 году по предложению Миронова была организована первая в СССР микропалеонтологическая лаборатория. Под его научным руководством разрабатывались вопросы систематики ископаемых микроорганизмов, что принесло очень важные научные и практические результаты при поисках нефти. В период работы директором Нефтяного геологоразведочного института Миронов занимался исследованиями нефтеносности Волго-Уральской, Урало-Эмбенской и Западно-Сибирской провинций.
В 1937 году Миронов на 17-й сессии Международного геологического конгресса в Москве представил доклад «Нефтяные месторождения Сибири», содержавший новые материалы по нефтеносности огромного региона. В предвоенные годы и во время Великой Отечественной войны вёл большую работу по поискам и разработке нефтяных месторождений «Второго Баку» (в Татарской, Башкирской, Чувашии и Мордовской АССР, Куйбышевской и Чкаловской областях).
В последние годы жизни занимался проблемой происхождения нефти, о чём опубликовал ряд статей в журнале «Известия АН СССР» и «Советская геология», среди которых: «Проблема происхождения нефти и пути ее разрешения» (1952), «О происхождении нефти и направлении разрешения этой проблемы» (1954), «Главнейшие дискуссионные вопросы современной науки о происхождении нефти» (1955). Был сторонником теории органического происхождения нефти, в пользу которой, по его мнению, свидетельствовала совокупность геологических и геохимических данных.
Использовал новейшие методы (радиационную химию, хроматографию, спектроскопию в инфракрасных и ультрафиолетовых лучах) при изучении битумов и нефтей. В 1958 году вышла коллективная монография «Нефть и битумы Сибири», написанная им совместно с сотрудниками лаборатории генезиса нефти ИГиРГИ.

## Награды и премии
- Орден Трудового Красного Знамени (1944)
- Медаль «За оборону Ленинграда»
- Медаль «За доблестный труд в Великой Отечественной войне 1941—1945 гг.»[4]